# بطولة كرة القدم الألمانية 1930
بطولة كرة القدم الألمانية 1930 هو الموسم 23 من بطولة كرة القدم الألمانية ‏. أقيم خلال الفترة 18 مايو 1930 وحتى 22 يونيو 1930، وأشرف على تنظيمه اتحاد ألمانيا لكرة القدم، وكان عدد الأندية المشاركة فيه 16، وفاز فيه نادي هرتا برلين.